# Stari Ras
Stari Ras (en serbe cyrillique : Стари Рас) ou, en français, Vieux Ras, fut, sous le nom de Ras, une des premières capitales de l'État serbe médiéval appelé Rascie. Situé au confluent de la Raška et de l’Ibar sur le site byzantin fortifié au VIe siècle d'Arsa, alors en Dardanie, et détruit au VIIe siècle par les invasions sklavènes, Stari Ras se trouve non loin de l'actuelle ville de Novi Pazar. Le site est inscrit sur la liste des monuments culturels d'importance exceptionnelle de la république de Serbie (identifiant no SK 534).

## Présentation
Stari Ras se situe au carrefour des routes venant de la Mer Adriatique et de la principauté de Zeta, d’une part, et de la Bosnie-Herzégovine à l’ouest et du Kosovo à l’est, d’autre part. Au Moyen Âge, cette position privilégiée lui donna toute son importance. 
Ras fut fondé entre le IXe et le Xe siècle. À l’avènement de la dynastie des Nemanjić en 1159, il devint la capitale de l’État serbe. Il fut abandonné au cours du XIIIe siècle, vraisemblablement à la suite des destructions provoquées par l'invasion des Mongols. Au début du XIVe siècle, le roi Stefan Milutin transféra sa capitale à Skopje.
Aujourd’hui, Stari Ras conserve les restes d’édifices du IXe au XIe siècle, qui « offrent, par leur plan et leur décoration picturale, un intérêt architectural caractéristique de l’école de Raška ».
En 1979, Stari Ras a été inscrit sur la liste du patrimoine mondial de l’UNESCO, en même temps que les monastères de Sopoćani et de Đurđevi Stupovi. La ville se trouve également non loin du monastère de Studenica, lui aussi inscrit au patrimoine mondial de l’Humanité.